# Frank Vogel

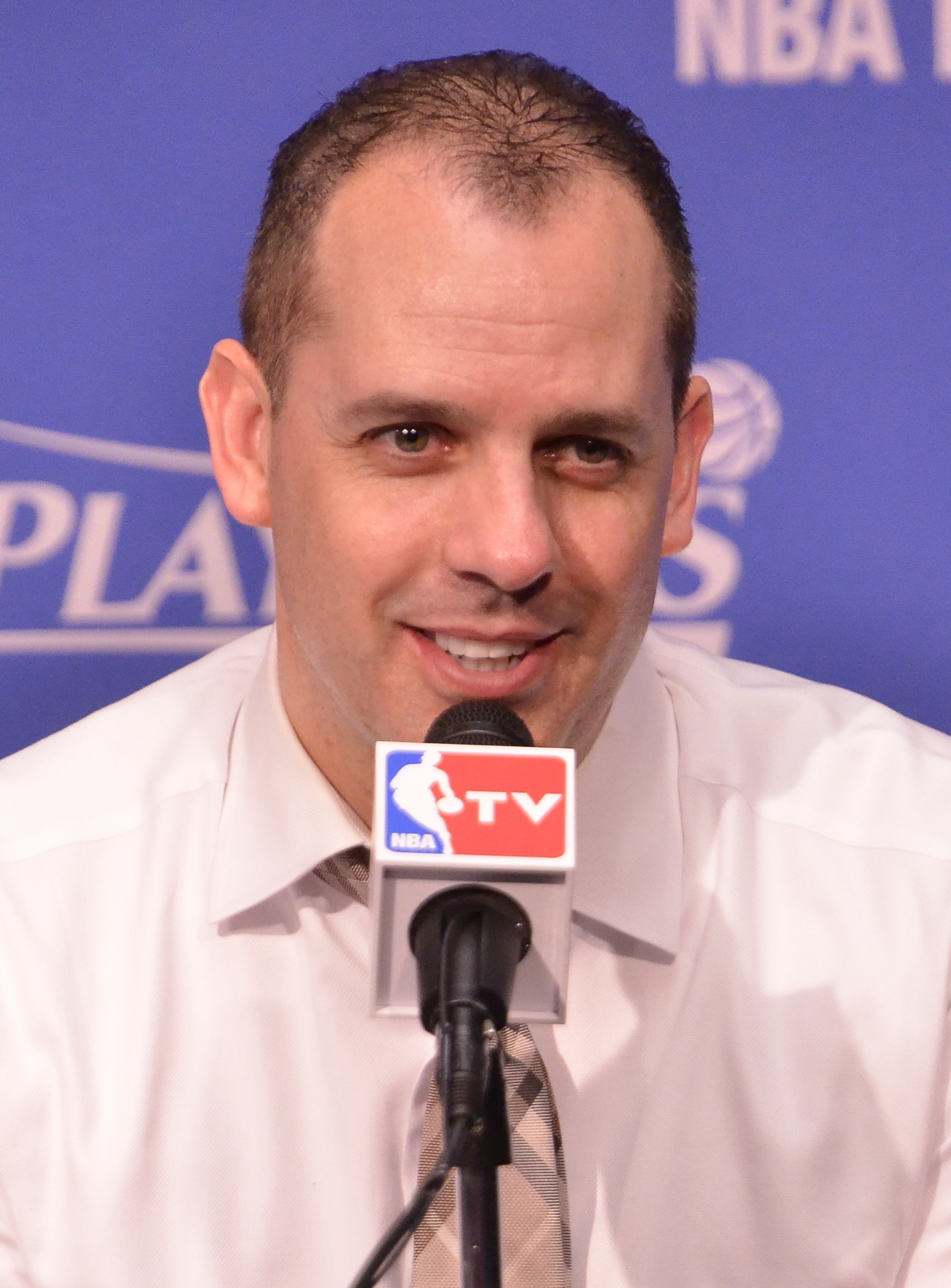
Frank Vogel 2014.

Frank Paul Vogel, född 21 juni 1973 i Waterford i delstaten New York, är en amerikansk baskettränare. Han är sedan 2019 huvudtränare för Los Angeles Lakers. Han var Indiana Pacers tränare i fem säsonger, 2011 till 2016. Vogels mest framgångsrika säsong var 2019/2020 då han vann NBA-titeln med Lakers. Han växte upp i Wildwood Crest i New Jersey.

## Lag
- Boston Celtics (2001–2004, assisterande)
- Philadelphia 76ers (2004–2005, assisterande)
- Indiana Pacers (2007–2011, assisterande)
- Indiana Pacers (2011–2016)
- Orlando Magic (2016–2018)
- Los Angeles Lakers (2019–)